# Celestia (program)
Celestia – darmowy (licencja GPL), trójwymiarowy symulator kosmosu na platformy Linux, OS X i Windows stworzony przez Chrisa Laurela. Program wykorzystuje biblioteki OpenGL, dzięki czemu jakość wyświetlanego obrazu porównywalna jest ze współczesnymi grami komputerowymi. W przeciwieństwie do innych programów-planetariów Celestia umożliwia zobaczenie dowolnego miejsca we wszechświecie – od Międzynarodowej Stacji Kosmicznej po Drogę Mleczną. Oferuje także możliwość poruszania się po przestrzeni kosmicznej w trzech wymiarach. Funkcjonalność programu zwiększają liczne dodatki (ponad 10 GB danych) dostępne na stronach internetowych.

## Funkcje

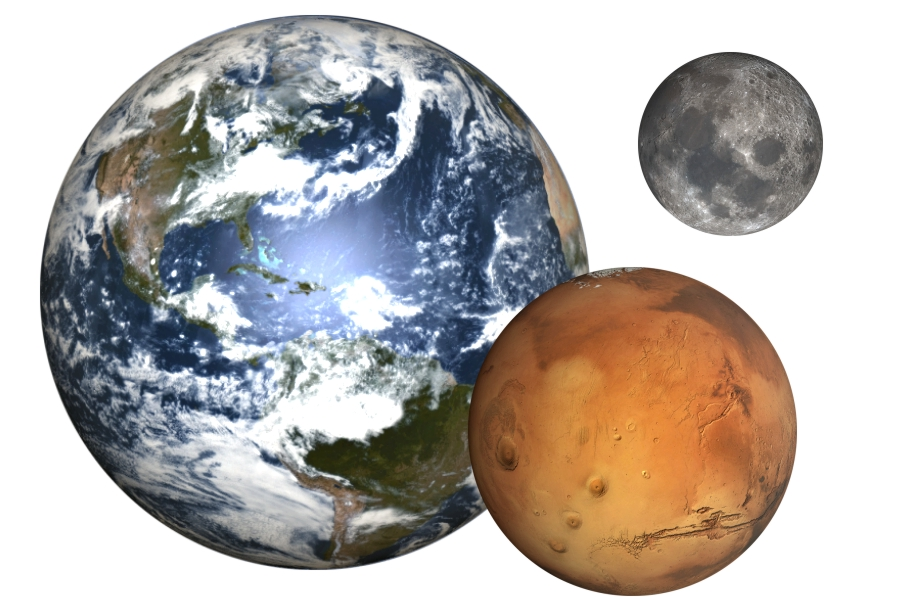
Celestia

- przewodnik po najciekawszych obiektach astronomicznych
- eksport obrazu do plików graficznych i wideo
- możliwość dowolnej zmiany daty i szybkości upływającego czasu
- wyświetlanie konstelacji oraz orbit planet, księżyców, planetoid, komet i sond kosmicznych
- wyświetlanie nazw galaktyk, gwiazd, planet itp.
- wyświetlanie nazw miast, kraterów, obserwatoriów astronomicznych, dolin, kontynentów, gór i jezior
- informacje o promieniu, odległości, długości dnia i średniej temperaturze na wybranej planecie
- informacje o promieniu, jasności, klasie i temperaturze wybranej gwiazdy
- dowolna zmiana pola widzenia
- możliwość zmiany liczby wyświetlanych gwiazd
- możliwość dostosowania wyglądu gwiazd
- podział ekranu na części (możliwość obserwowania kilku obiektów jednocześnie)
- prędkość światła może być uwzględniona lub zignorowana